# Overgangsmetal
Overgangsmetaller er en betegnelse for de metaller som ligger i d-blokken i det periodiske system.
Overgangsmetaller har flere fælles karakteristika:
De danner ofte farvede molekyler. 
De kan variere i oxidationstrin.
De er ofte gode katalysatorer.
De kan danne komplekser.
Overgangsmetallerne er 
| Gruppe (undergruppe) | 3 (IIIa) | 4 (IVa)  | 5 (Va)   | 6 (VIa)  | 7 (VIIa) | 8 (VIIIa) | 9 (VIIIa) | 10 (VIIIa) | 11 (Ib)  | 12 (IIb) |
| -------------------- | -------- | -------- | -------- | -------- | -------- | --------- | --------- | ---------- | -------- | -------- |
| 4. periode           | Sc (21)  | Ti (22)  | V (23)   | Cr (24)  | Mn (25)  | Fe (26)   | Co (27)   | Ni (28)    | Cu (29)  | Zn (30)  |
| 5. periode           | Y (39)   | Zr (40)  | Nb (41)  | Mo (42)  | Tc (43)  | Ru (44)   | Rh (45)   | Pd (46)    | Ag (47)  | Cd (48)  |
| 6. periode           |          | Hf (72)  | Ta (73)  | W (74)   | Rh (75)  | Os (76)   | Ir (77)   | Pt (78)    | Au (79)  | Hg (80)  |
| 7. periode*          |          | Rf (104) | Db (105) | Sg (106) | Bh (107) | Hs (108)  | Mt (109)  | Ds (110)   | Rg (111) | Cn (112) |